# Snaggletooth

Snaggletooth на обложке дебютного альбома

Snaggletooth (с англ. — «зуб, выдающийся вперёд, косопосаженный, обломанный зуб; человек с таким зубом или зубами»), также War Pig (с англ. — «боевая свинья»), Iron Boar (с англ. — «железный кабан»)  — маскот английской рок-группы Motörhead. Маскот изображён на обложках всех студийных альбомов группы, за исключением альбомов On Parole, выход которого не был санкционирован группой, и Overnight Sensation (при этом оба альбома были переизданы с обложкой, содержащей маскот). Snaggletooth также использовался для оформления сцены во время концертов Motörhead и изображается на различной атрибутике. 

## Snaggletooth
Автором маскота является американский художник Джо Петаньо (Joe Petagno), который нарисовал его в апреле-мае 1975 года . «Это было чистое воображение художника, плод моей фантазии», как говорил Петаньо. Вместе с тем, утверждается, что идея такого существа изначально принадлежала самому Лемми Килмистеру: в возрасте 4 лет Лемми удалили сразу 10 зубов без анестезии, впечатление от чего осталось у Лемми на всю жизнь и он до 50 лет не посещал стоматолога. Петаньо вспоминал также, что в тот день, когда был придуман и нарисован маскот «вдохновение пришло само собой, потому что я был очень зол…И Лемми такой же» . 
Джо Петаньо был уже достаточно известным в рок-среде художником, так, хорошо известна его работа «Икар», ставшая логотипом компании Swan Song Records и тесно ассоциирующаяся с Led Zeppelin. Лемми познакомился с Петаньо тогда, когда художник работал на Hawkwind, и предложил Петаньо нарисовать что-нибудь для Bastard (первое название группы Motörhead) По воспоминаниям художника, он обсудил с Лемми требуемый результат за стаканчиком: «Он сам не понимал, что именно он хочет, не то рыцаря, не то ржавого робота, в общем что-то, что можно было бы нашить на спину байкерской жилетки» Петаньо, вспомнив про эмблему Ангелов Ада, посчитал, что отправной точкой для маскота может послужить череп. По дороге домой художник заехал в библиотеку в Челмсфорде, где они искал черепа и кости. Ему попалась книга с черепами животных и художник внезапно пришёл к выводу, что череп животного будет более подходящим. Дома художник экспериментировал с набросками, и наконец, совместив черепа волка, собаки и гориллы, дополнив их гипертрофированными кабаньими клыками, Петаньо создал Snaggletooth. По инициативе Лемми к рисунку были добавлены шлем, цепи, шипы и иные аксессуары (небольшой человеческий череп, по словами художника «для сравнения размера», Железный крест, как награда за храбрость). В первоначальном варианте на Железном кресте имелась свастика, которая позднее была удалена 
Окончательно работа была представлена в двух вариантах: примитивном и футуристическом. Группе больше понравился примитивный вариант, к которому попросили добавить шероховатостей и один-два скола зубов. . На всю работу, включая замену надписи Bastard на Motörhead (надпись сделана дизайнером Филом Сми; он же переделал рисунок в негатив) по словам Петаньо ушло восемь или девять дней. 
Лемми был в восторге от нового маскота, но не все участники группы разделяли его энтузиазм. Так, гитарист Эдди Кларк рассказал, что «Я вздрогнул, когда впервые увидел его. Я подумал: „Черт, это не самое лучшее, потому что это слишком безвкусно, безвкусно“».
Оригинал работы размером 24 на 32 дюйма (~61х83 см.) до сих пор находится в собственности автора. Она выполнена только в чёрно-белом варианте пером (тушью) и кистями (гуашью) на доске для иллюстраций; для придания объёма и нужных бликов художник использовал аэрограф . Торговая марка с изображением Snaggletooth зарегистрирована за фондом Kilmister Trust 
В 1984 году группа посвятила своем маскоту одноимённую песню, вышедшую на сборнике No Remorse